# 特洛伊 (新罕布什爾州普查規定居民點)
特洛伊（英語：Troy）是位於美國新罕布什爾州切希爾縣的普查規定居民點。

## 人口
根據2020年美國人口普查的數據，特洛伊的面積為3.30平方千米，皆為陸地。當地共有人口1108人，而人口密度為每平方千米335.76人。